# Calvin Bailey
Calvin George Bailey (né en 1977) est un homme politique du Parti travailliste britannique et ancien officier de la Royal Air Force qui est député de Leyton et Wanstead depuis 2024.

## Jeunesse et éducation
Bailey est né en 1977 en Zambie. Enfant, sa famille déménage à Londres où Bailey grandit à Plumstead et fréquente une école polyvalente aujourd'hui disparue. Il est ami avec le frère de Stephen Lawrence, assassiné lors d'une attaque à caractère raciste en 1995. Il est aujourd'hui « très gêné de dire » qu'il portait illégalement un couteau après l'incident,.
Bailey obtient une maîtrise en ingénierie (MEng) de l'Université d'Exeter en 1999. Il obtient ensuite une maîtrise ès arts (MA) en études de guerre au King's College de Londres en 2017.

## Service militaire
Le 3 octobre 1999, Bailey devient officier dans la Royal Air Force avec le grade d'officier pilote. Il est promu au grade de lieutenant d'aviation le 3 avril 2000, et au grade de lieutenant d'aviation le 3 avril 2001.
En 2013, le président des États-Unis lui décerne la médaille de l'air « en reconnaissance de ses services méritoires, courageux et distingués lors des opérations de la coalition en Afghanistan ». En février 2015, il est nommé membre de l'Ordre de l'Empire britannique (MBE) « en reconnaissance de ses services courageux et distingués sur le terrain au cours de la période du 1er octobre 2013 au 30 juin 2014 ».
Bailey est promu au grade de commandant d'escadre le 30 août 2016. En 2020, il est nommé commandant de l'escadre aérienne expéditionnaire n° 903 dans le cadre de l'opération Shader. En mai 2021, il devient commandant du No. LXX (70) Squadron RAF qui exploite l'Airbus A400M Atlas. Il est le commandant du détachement des forces de mobilité aérienne déployées lors de l'Opération Pitting, l'opération militaire britannique visant à évacuer les ressortissants britanniques et les Afghans éligibles de l'aéroport de Kaboul, en Afghanistan. 
Bailey prend sa retraite de la Royal Air Force après 24 ans et sept mois de service, après avoir été élu député.

## Carrière politique
Le 4 juillet 2024, Bailey est élu député de Leyton et Wanstead avec 20 755 voix (47,5 %) et une majorité de 13 964 voix. Le 24 juillet 2024, il prononce son premier discours lors d'un débat sur le programme mondial de combat aérien.